# ワイリー・コヨーテとロード・ランナー
ワイリー・コヨーテとロード・ランナー（Wile E. Coyote and the Road Runner）とは、ワーナー・ブラザースのアニメーション作品、ルーニー・テューンズに登場する架空のキャラクター。いつも腹が減っているワイリー・コヨーテが、フルスピードで走るロード・ランナーを捕獲して食べてしまおうとずっと繰り返しているが、毎度のこと成功しない。何度か捕まえることに成功したことがあるがいずれも逃げられている。ワイリーは、アクメ社などの商品（他にAJAX（エイジャックス））を使ってロード・ランナーを捕獲しようと企んでいる。過去にはバッグス・バニーを吹き飛ばそうとしていた。

## プロフィール
ワイリー・コヨーテ
- 英名 - Wile E. Coyote
- 性別 - オス♂
- 種類 - コヨーテ
- 性格 - 賢く、天才的な頭脳を持っている[2]。とにかくロード・ランナーを食べようと様々な策を実行するが多くが返り討ちにあう。

ロード・ランナー
- 英名 - Road Runner
- 性別 - オス♂
- 種類 - オオミチバシリ
- 特徴 - フルスピードで何処までも早く、弾よりも早いスピードで走る。

## 出演作品
- ワイリー・コヨーテとロード・ランナーが登場する作品

| 作品番号 | 邦題                               | 原題                        | 公開日         |
| -------- | ---------------------------------- | --------------------------- | -------------- |
| 1        | コヨーテ怒りのダッシュ             | Fast and Furry-ous          | 1949年9月17日  |
| 2        | ミッミッ                           | Beep Beep                   | 1952年5月24日  |
| 3        | ゴー!ゴー!ドカン!                  | Going! Going! Gosh!         | 1952年8月23日  |
| 4        | 砂漠をミッミッ                     | Zipping Along               | 1953年9月19日  |
| 5        | ダッシュ・クラッシュ・バタンキュー | Stop! Look! And Hasten!     | 1954年8月14日  |
| 6        | よ～いでビュン！                   | Ready, Set, Zoom!           | 1955年4月30日  |
| 7        | 弱音の吐き時                       | Guided Muscle               | 1955年12月10日 |
| 8        | バットマン作戦                     | Gee Whiz-z-z-z-z-z-z        | 1956年5月5日   |
| 9        | 悲しき土砂まみれ                   | There They Go-Go-Go!        | 1956年11月10日 |
| 10       | 怒りのアホウ                       | Scrambled Aches             | 1957年1月26日  |
| 11       | 泣くなコヨーテ                     | Zoom and Bored              | 1957年9月14日  |
| 12       | 走れ弾丸                           | Whoa, Be-Gone!              | 1958年4月12日  |
| 13       | 仕掛け万全 あとはお手上げ          | Hook, Line and Stinker      | 1958年10月11日 |
| 14       | 星になったコヨーテ                 | Hip Hip-Hurry!              | 1958年12月6日  |
| 15       | ホットロッドで大回転               | Hot-Rod and Reel!           | 1959年5月9日   |
| 16       | 急がば落ちろ                       | Wild About Hurry            | 1959年10月10日 |
| 17       | 限りなき暴走                       | Fastest with the Mostest    | 1960年1月9日   |
| 18       | じしんそう失コヨーテ               | Hopalong Casualty           | 1960年10月8日  |
| 19       | コヨーテ大滑走                     | Zip 'N Snort                | 1961年1月21日  |
| 20       | どんづまりゃコヨーテ               | Lickety-Splat               | 1961年6月3日   |
| 21       | 仕掛けは充分                       | Beep Prepared               | 1961年11月11日 |
| 22       | 計算違い                           | Zoom at the Top             | 1962年6月30日  |
| 23       | ロードランナー料理法               | To Beep or Not to Beep      | 1963年12月28日 |
| 24       | 珍案! 迷案!                        | War and Pieces              | 1964年6月6日   |
| 25       | 邦題不明                           | Zip Zip Hooray!             | 1965年1月1日   |
| 26       | コヨーテの必勝法教室               | Road Runner a Go-Go         | 1965年2月1日   |
| 27       | 勝利は誰の手に                     | The Wild Chase              | 1965年2月27日  |
| 28       | とことんやれば                     | Rushing Roulette            | 1965年7月31日  |
| 29       | イナヅマ大作戦                     | Run, Run, Sweet Road Runner | 1965年8月21日  |
| 30       | 成功間違いなし                     | Tired and Feathered         | 1965年9月18日  |
| 31       | ドン底コヨーテ                     | Boulder Wham!               | 1965年10月9日  |
| 32       | 邦題不明                           | Just Plane Beep             | 1965年10月30日 |
| 33       | 挑戦! 空手コヨーテ                 | Hairied and Hurried         | 1965年11月13日 |
| 34       | ハイウェイ・パニック               | Highway Runnery             | 1965年12月1日  |
| 35       | 真昼のコヨーテ                     | Chaser on the Rocks         | 1965年12月25日 |
| 36       | ドカン・ドカン・ドカン             | Shot and Bothered           | 1966年1月8日   |
| 37       | 泣きっ面にロードランナー           | Out and Out Rout            | 1966年1月29日  |
| 38       | わがままロボット                   | The Solid Tin Coyote        | 1966年2月19日  |
| 39       | サイエンスはさえん!                | Clippety Clobbered          | 1966年3月12日  |
| 40       | しっぱいスパイ                     | Sugar and Spies             | 1966年11月5日  |
| 41       | 雪嫌いロードランナー               | Freeze Frame                | 1979年11月27日 |
| 42       | コヨーテ空を飛ぶ                   | Soup or Sonic               | 1980年5月21日  |
| 43       | -                                  | Chariots of Fur             | 1994年12月21日 |
| 44       | スーパー・ダック                   | Superior Duck               | 1996年8月23日  |
| 45       | -                                  | Little Go Beep              | 2000年12月30日 |
| 46       | コヨーテ様は魔法使い               | The Whizzard of Ow          | 2003年11月1日  |
| 47       | コヨーテ 決死のバンジー            | Coyote Falls                | 2010年7月30日  |
| 48       | 飛べ ファンコプター                | Fur of Flying               | 2010年9月24日  |
| 49       | モーレツ・ライダー                 | Rabid Rider                 | 2010年12月17日 |
| 50       | -                                  | Flash in the Pain           | 2014年6月10日  |

- バッグスとワイリーが登場する作品

| 作品番号 | 邦題                          | 原題               | 公開日         |
| -------- | ----------------------------- | ------------------ | -------------- |
| 1        | コヨーテ 天才の証明           | Operation: Rabbit  | 1952年1月19日  |
| 2        | バニーとコヨーテ              | To Hare Is Human   | 1956年12月15日 |
| 3        | 天才コヨーテ三たびあらわる    | Rabbit's Feat      | 1960年6月4日   |
| 4        | 不屈の男 天才コヨーテ         | Compressed Hare    | 1961年7月29日  |
| 5        | バニー ロードランナーになる!! | Hare-Breadth Hurry | 1963年6月8日   |

## スピンオフ
チャック・ジョーンズは、ルーニー・テューンズの短編アニメ作品でワイリー・コヨーテのキャラクターデザインを再利用してラルフ・ウルフとして登場させた。ちなみに、ワイリーの鼻は黒で、ラルフ・ウルフの鼻は赤である。

### テレビ・映画での活躍
ロード・ランナーとワイリー・コヨーテは、1966年（日本では1967年）にテレビアニメ『ロードランナー・ショー』で初主演を果たした。
バッグス・バニー・ショーではステージに参列し、楽屋で騒いだりしていた。
1996年の映画『スペース・ジャム』では、テレビ画面に登場していた。
2003年の映画『ルーニー・テューンズ:バック・イン・アクション』では、ワイリー・コヨーテがアクメ社の手下になっている（マービン・ザ・マーシャンも同様）。
ルーニー・テューンズ・ショーでも、3Dアニメに登場し、2Dアニメにも登場した。
2021年の映画『スペース・プレイヤーズ』でもコンビで行動することが多く、珍しくワイリーの作戦にハマるロードランナーが見られるが、クロノスの能力でワイリーのディナーにされかけた時もすぐさま逃げるなど相変わらずロードランナーのほうが一枚上手の様子。一方で危険を感じた時お互い抱き合ったり、グーンスクワッドに対抗するためにコンビネーションを見せる場面を見せた。
なお、ワイリーが主人公を務める映画『コヨーテVSアクメ』の製作され、当初は2023年7月21日に劇場公開することが予定されていたが、同年11月ワーナー・ブラザースが税金控除のために公開を中止した。その後独立系配給会社ケチャップ・エンターテインメントが配給権を獲得し、2026年8月26日に公開されることが発表された。

## 声優
ワイリー・コヨーテ
- オリジナル版
  - メル・ブランク（1952年 - 1986年）
  - ジョー・アラスカイ（タイニー・トゥーンズ）
  - セス・マクファーレン（ファミリー・ガイ）
  - ディー・ブラッドリー・ベイカー（ダック・ドジャース）
  - J・P・カリアック（新 ルーニー・テューンズ）
  - キース・ファーガソン （バッグス・バニー ビルダーズ）

他にも、モーリス・ラマーシュ、ジェームズ・アーノルド・テイラー、ジェス・ハーネル、エリック・バウザも担当している。
- 日本語版
  - 鈴木やすし（バッグス・バニー劇場）
  - 江原正士（ぶっちぎりステージ以降）
  - 梅津秀行（『コヨーテ 天才の証明』、バッグス! ルーニー・テューンズ・プロダクション、バッグス・バニー ビルダーズ（初代）、他）
  - 中務貴幸（『バッグス・バニー ビルダーズ』（2代目））

※このうち、タイニー・トゥーンズは不明。このアニメで喋る回はあるが、江原では無かった。
ロード・ランナー
- オリジナル版
  - ポール・ジュリアン

他にも、メル・ブランク、セス・グリーン、ケビン・シニック、エリック・バウザも担当している。
- 日本語版
  - 武藤礼子 （バッグス・バニー劇場）[3]
  - 広川太一郎（マンガ大作戦）
  - 原語流用（ぶっちぎりステージと現行吹き替え版以降）